# Adore
Adore é o quarto álbum de estúdio da banda de rock alternativo norte-americana The Smashing Pumpkins. A Virgin Records lançou o álbum no dia 2 de Junho de 1998 nos Estados Unidos. É o primeiro álbum do Smashing Pumpkins que não conta com o baterista original Jimmy Chamberlin.

Gravado após a morte da mãe de Billy Corgan e de seu divórcio, Adore representou uma mudança de estilo significativa, deixando de lado o rock com base na guitarra e excursionando pela eletrônica. O álbum, gravado com ajuda de bateristas de estúdio e baterias eletrônicas, era pleno de uma estética mais sombria do que a maior parte do trabalho anterior do grupo. O grupo também modificou sua imagem, deixando o visual desajustado alternativo por uma aparência mais discreta. Apesar de Adore ter recebido críticas favoráveis e de ter sido indicado para Melhor Performance Alternativa no Grammy, o álbum vendeu apenas 830 000 cópias nos Estados Unidos até o final do ano, o que levou a indústria musical a considerá-lo um fracasso.[42] O álbum, no entanto, vendeu três vezes mais fora dos EUA.[6] A banda embarcou numa turnê beneficente na América do Norte para promover Adore. A cada parada da turnê a banda doou 100% da receita com a venda dos ingresos para uma organização de caridade local. Os gastos com a turnê foram inteiramente financiados pelos recursos da banda. Ao fim da turnê, foram doados mais de $2.8 milhões de dólares. Em setembro de 2014, uma versão remasterizada do álbum foi lançada em CD e vinil. É chamada Adore (Super Deluxe) e composta por 6 discos, com versões em qualidade mono, remixes, instrumentais e acústicas. Este relançamento foi parte de um projeto da banda de relançar o material produzido entre 1991 e 2000. 
| Críticas profissionais                                                      | Críticas profissionais |
| Avaliações da crítica                                                       | Avaliações da crítica  |
| Fonte                                                                       | Avaliação              |
| --------------------------------------------------------------------------- | ---------------------- |
| Allmusic                                                                    | [ 1 ]                  |
| Rolling Stone                                                               | [ 2 ]                  |
| Esta tabela precisa de ser acompanhada por texto em prosa. Consulte o guia. |                        |

## Faixas
Todas compostas por Billy Corgan
1. "To Sheila" – 4:40
2. "Ava Adore" – 4:20
3. "Perfect" – 3:23
4. "Daphne Descends" – 4:38
5. "Once Upon a Time" – 4:06
6. "Tear" – 5:52
7. "Crestfallen" – 4:09
8. "Appels + Oranjes" – 3:34
9. "Pug" – 4:46
10. "The Tale of Dusty and Pistol Pete" – 4:33
11. "Annie-Dog" – 3:36
12. "Shame" – 6:37
13. "Behold! The Night Mare" – 5:12
14. "For Martha" – 8:17
15. "Blank Page" – 4:51
16. "17" – 0:17

## Créditos
- Billy Corgan – vocais, guitarra, piano, produção, mixagem, design e direção de arte
- D'arcy Wretzky – baixo, vocais adicionais
- James Iha – guitarra
- Matt Walker – bateria nas faixas 1, 2, 4, 6, 10, 11, e 13
- Joey Waronker – bateria em "Perfect", bateria adicional em "Once Upon a Time" and "Pug"
- Matt Cameron – bateria em "For Martha"
- Dennis Flemion – vocais adicionais em "To Sheila" e "Behold! The Night Mare"
- Jimmy Flemion – vocais adicionais em "To Sheila" e "Behold! The Night Mare"
- Brad Wood – produção adicional e engenharia de som nas faixas 1, 2, 4, 6, 13, and 15, vocais adicionais em "Behold! The Night Mare", órgão em "Blank Page"
- Flood – produção adicional, mixagem
- Bon Harris – programação adicional nas faixas 2, 3, 4, 5, 7, 8, 9, e 13; vocais adicionais em "For Martha"
- Bjorn Thorsrud – edição digital, engenharia de som
- Robbie Adams – engenharia de som, mixagem
- Neil Perry – engenharia de som, mixagem
- Chris Shepard – engenharia de som
- Howard C. Willing – engenharia de som, assistente de mixagem
- Eric Greedy – assistente de mixagem
- Jay Nicholas – assistente de mixagem
- John Wydrycs – assistente de mixagem
- Jamie Siegel – assistente de mixagem
- Ed Tinley – assistente de gravação
- Matt Prock – assistente de gravação
- Steve Johnson – assistente de gravação
- Ron Lowe – assistente de gravação
- Chris Brickley – assistente de gravação
- Jeff Vereb – assistente de gravação
- Frank Olinsky – design e direção de arte
- Yelena Yemchuk – fotografia, direção de arte e design
- Howie Weinberg – masterização
- Andy Van Dette – edição digital e compilação